# Lyons (Geòrgia)
Lyons és una població dels Estats Units a l'estat de Geòrgia. Segons el cens del 2000 tenia 4.169 habitants.

## Demografia
Segons el cens del 2000, Lyons tenia 4.169 habitants, 1.547 habitatges, i 986 famílies. La densitat de població era de 215,2 habitants/km².
Dels 1.547 habitatges en un 33,3% hi vivien nens de menys de 18 anys, en un 36,7% hi vivien parelles casades, en un 21,5% dones solteres, i en un 36,2% no eren unitats familiars. En el 31,4% dels habitatges hi vivien persones soles el 12,8% de les quals corresponia a persones de 65 anys o més que vivien soles. El nombre mitjà de persones vivint en cada habitatge era de 2,55 i el nombre mitjà de persones que vivien en cada família era de 3,18.
Per edats la població es repartia de la següent manera: un 28,9% tenia menys de 18 anys, un 10% entre 18 i 24, un 27% entre 25 i 44, un 19,7% de 45 a 60 i un 14,4% 65 anys o més.
L'edat mediana era de 33 anys. Per cada 100 dones de 18 o més anys hi havia 89 homes.
La renda mediana per habitatge era de 21.202 $ i la renda mediana per família de 26.044 $. Els homes tenien una renda mediana de 22.254 $ mentre que les dones 16.611 $. La renda per capita de la població era de 12.364 $. Entorn del 28,6% de les famílies i el 37,1% de la població estaven per davall del llindar de pobresa.

## Poblacions més properes
El següent diagrama mostra les poblacions més properes.